# Patrick Wiercioch
Patrick Wiercioch (* 12. September 1990 in Burnaby, British Columbia) ist ein ehemaliger kanadischer Eishockeyspieler, der im Verlauf seiner aktiven Karriere zwischen 2007 und 2021 unter anderem 275 Spiele für die Ottawa Senators und Colorado Avalanche in der National Hockey League (NHL) auf der Position des Verteidigers bestritten hat. Darüber hinaus absolvierte Wiercioch über 230 Partien in der American Hockey League (AHL), wo er mit den Binghamton Senators im Jahr 2011 den Calder Cup gewann.

## Karriere
Wiercioch war zunächst bis 2006 in den unterklassigen Juniorenligen der Provinz British Columbia aktiv. In der Saison 2006/07 stand der Verteidiger für die Burnaby Express in der British Columbia Hockey League (BCHL) auf dem Eis. Die darauffolgende Spielzeit verbrachte der Kanadier bei den Omaha Lancers in der US-amerikanischen Juniorenliga United States Hockey League (USHL), mit denen er im Jahr 2008 den Clark Cup gewann. Im Anschluss wurde Wiercioch beim NHL Entry Draft 2008 in der zweiten Runde an insgesamt 42. Position von den Ottawa Senators aus der National Hockey League (NHL) ausgewählt. Er setzte daraufhin seine Laufbahn mit einem Studium an der University of Denver fort und lief für deren Eishockeymannschaft in der Western Collegiate Hockey Association (WCHA) auf. In seiner Premierensaison wurde der Akteur, welcher punktbester Defensivspieler der University of Denver mit 35 Punkten in 36 Begegnungen war, neben der Wahl ins All-Rookie Team der Liga ebenfalls mit der Nominierung für das Second All-Star Team geehrt. In seiner zweiten Spielzeit im Dress der Pioneers nahm der Zweiwege-Verteidiger eine Schlüsselposition ein und füllte eine im Vergleich zum Vorjahr defensivere Rolle aus. Seine ausgezeichneten Leistungen wurden mit der Berufung ins First All-Star Team der Liga untermauert.
Im März 2010 unterzeichnete der Kanadier einen dreijährigen Einstiegsvertrag bei den Ottawa Senators und debütierte in der Saison 2010/11 für deren Farmteam, die Binghamton Senators, in der American Hockey League (AHL) auf Profiebene. In derselben Spielzeit, am 22. März 2011, absolvierte der Kanadier gegen die Carolina Hurricanes seine erste NHL-Partie im Trikot der Ottawa Senators und hatte bis zum Saisonende 2010/11 in insgesamt acht Einsätzen zwei Torvorlagen zu Buche stehen. Außerdem gewann der Linksschütze mit Binghamton den Calder Cup. Mitte der Saison 2012/13 etablierte sich Wiercioch im NHL-Aufgebot der Senators und stand in der Folgezeit fest in deren Kader. Zudem gewann er bei der Weltmeisterschaft 2015 die Goldmedaille mit der kanadischen Nationalmannschaft.
Nach fünf Jahren in Ottawa erhielt Wiercioch nach der Saison 2015/16 keinen neuen Vertrag von den Senators, sodass er sich im Juli 2016 als Free Agent der Colorado Avalanche anschloss. Gleiches geschah im Jahr darauf, als er im Juli 2017 zu den Vancouver Canucks wechselte. Nachdem er dort nur in der AHL bei den Utica Comets eingesetzt worden war, wechselte der Kanadier im Juli 2018 zum HK Dinamo Minsk in die Kontinentalen Hockey-Liga (KHL). In der Spielzeit 2018/19 erzielte er 25 Scorerpunkte in 59 KHL-Partien für den belarussischen Hauptstadtklub. Anschließend wechselte der Abwehrspieler für ein Jahr zum italienischen Verein HC Bozen, für den Wiercioch in der Erste Bank Eishockey Liga (EBEL) auflief. Im Saisonverlauf nahm er zudem erfolgreich mit dem Team Canada an der 93. Auflage des Spengler Cups teil. Nachdem der Vertrag in Bozen im Sommer 2020 ausgelaufen war, blieb Wiercioch bis zum Februar 2021 auf der Suche nach einem neuen Arbeitgeber, den er schließlich im schwedischen Zweitligisten Timrå IK fand. Mit dem Team stieg er am Saisonende aus der HockeyAllsvenskan in die Svenska Hockeyligan (SHL) auf. Danach beendete der 30-Jährige seine aktive Karriere.

## Erfolge und Auszeichnungen
| - 2008 Clark-Cup-Gewinn mit den Omaha Lancers - 2009 WCHA All-Rookie Team - 2009 WCHA Second All-Star Team - 2010 WCHA First All-Star Team - 2010 WCHA All-Academic Team | - 2010 NCAA West First All-American Team - 2011 Calder-Cup-Gewinn mit den Binghamton Senators - 2019 Spengler-Cup-Gewinn mit dem Team Canada - 2021 Meister der HockeyAllsvenskan und Aufstieg in die Svenska Hockeyligan mit dem Timrå IK |

### International
- 2015 Goldmedaille bei der Weltmeisterschaft

## Karrierestatistik

### International
Vertrat Kanada bei:
- Weltmeisterschaft 2015

(Legende zur Spielerstatistik: Sp oder GP = absolvierte Spiele; T oder G = erzielte Tore; V oder A = erzielte Assists; Pkt oder Pts = erzielte Scorerpunkte; SM oder PIM = erhaltene Strafminuten; +/− = Plus/Minus-Bilanz; PP = erzielte Überzahltore; SH = erzielte Unterzahltore; GW = erzielte Siegtore; 1 Play-downs/Relegation; Kursiv: Statistik nicht vollständig)